# ياسمين بليث
ياسمين بليث (بالإنجليزية: Yasmine Bleeth)‏(مواليد 14 يونيو 1968 في نيويورك)، ممثلة أمريكية. من أبرز أدوارها التلفزيونية تجسيدها لشخصية كارولين هولدن في المسلسل الشهير بي ووتش.  
وُلدت بليث في مدينة نيويورك لوالديها كارينا وفيليب بليث، وهو رجل أعمال. ينحدر والدها فيليب من أصول يهودية روسية وألمانية، بينما تعود أصول والدتها كارينا إلى فرنسا والجزائر.  
بدأت مسيرتها في عالم الترفيه وهي لا تزال رضيعة، حيث ظهرت لأول مرة في إعلان تلفزيوني لشركة جونسون آند جونسون لشامبو لا دموع بعد اليوم وهي بعمر 10 أشهر عام 1969. في سن السادسة، شاركت في برنامج الكاميرا الخفية، وفي العام نفسه، ظهرت في إعلان لمستحضرات التجميل ضمن حملة ماكس فاكتور. لفت أداؤها في هذه الحملة انتباه مصور الأزياء الشهير فرانشيسكو سكافولو، الذي ضمها لاحقًا مع والدتها في كتابه نساء سكافولو.

## روابط خارجية
- ياسمين بليث على موقع IMDb (الإنجليزية)
- ياسمين بليث على موقع ألو سيني (الفرنسية)
- ياسمين بليث على موقع أول موفي (الإنجليزية)
- ياسمين بليث على موقع قاعدة بيانات الأفلام السويدية (السويدية)
- ياسمين بليث على موقع إن إن دي بي (الإنجليزية)
- ياسمين بليث على موقع قاعدة بيانات الفيلم (الإنجليزية)
- ياسمين بليث على موقع كينوبويسك (الروسية)